# Band Baaja Baaraat
Pour plus de détails, voir Fiche technique et Distribution.
Band Baaja Baaraat (बैंड बाजा बारात), aussi connu sous l'abréviation BBB est un film indien sorti en salles en 2010 qui a marqué les débuts de Manesh Sharma dans la réalisation de film. 
Ce film a pour acteurs principaux Anushka Sharma et le nouvel arrivant Ranveer Singh. Le film, produit et distribué par Yash Raj Films, est une comédie romantique se passant dans le milieu de la planification de mariage. BBB est sorti dans le monde entier le 10 décembre 2010 et a obtenu la note de 6,5/10 sur le site web ReviewGang notant les films de Bollywood ; les appréciations étaient généralement favorables.

## Fiche technique
- Titre : Band Baaja Baaraat
- Titre original : बैंड बाजा बारात
- Réalisation : Maneesh Sharma
- Scénario : Habib Faisal et Maneesh Sharma
- Musique : Salim Merchant et Sulaiman Merchant
- Photographie : Aseem Mishra
- Montage : Namrata Rao
- Production : Aditya Chopra
- Société de production : Yash Raj Films
- Pays de production :  Inde
- Genre : Comédie dramatique et romance
- Durée : 139 minutes
- Dates de sortie : 
  - Inde : 10 décembre 2010

## Distribution
- Ranveer Singh : Bittoo Sharma
- Anushka Sharma : Shruti Kakkar
- Manish Chaudhari : Sidhwani
- Shena Gamat : Chanda Narang
- Andrew Hoffland : Tyre King
- Karan Sagoo : Vikram
- Shirina Sambyal : Sonia
- Revant Shergill : Santy, le musicien
- Manmeet Singh Sawhney : Rajinder Singh
- Ranjit Batra : le beau-père de Sonia
- Satender Bhardwaj : le grand-frère de Ranveer
- Manu Rishi Chadha : l'inspecteur
- Sushil Dahiya : le brigadier Brar